# 維恩 (加利福尼亞州)
維恩（英語：Vin）是位於美國加利福尼亞州優洛縣的一個非建制地區。該地的面積和人口皆未知。

## 地理
維恩的座標為38°38′57″N 121°36′08″W / 38.64917°N 121.60222°W，而該地的平均海拔高度為9米（即30英尺）。